# Lednické Rovne
Lednické Rovne [lednické rovně] jsou obec v okrese Púchov na Slovensku. Vznikly sloučením dvou obcí, Lednických Rovní a Prečínské Lehoty dne 18. června 1926. Její součástí jsou i místní části Horenická Hôrka a Medné. Leží v nadmořské výšce 265,8 m n. m. na pravém břehu řeky Váhu. Nejvyšším bodem je Lieštie s nadmořskou výškou 511 m n. m. Obcí protéká potok Lednica, který se vlévá do řeky Váh. Žije zde přibližně 4 000 obyvatel.

## Historie
První písemná zmínka se nalézá v listině z roku 1471 „posessio rowne“. Další zmínkou je v latinské autobiografii „Confessio Peccatoris“ povstaleckého vůdce Rákoczyho Františka II. v souvislosti jeho cesty z roku 1687, kdy cestoval s matkou a sestrou z Mukačeva do Vídně a během cesty pobyli na svém zámku v Rovních a na hradě Lednica. Kdy byl zámek v Lednických Rovních postaven už nelze zjistit. Katolický kostel sv. Michala byl postaven v roce 1926, zajímavá je i barokní Kaple sv. Anny, poutní místo.

## Sklárny
Historie sklárny v Lednických Rovních začíná ve Vídni na Lichtensteinstrasse č. 22. Je to dům, kde Josef Schreiber od roku 1844 vedl sklářský podnik. V roce 1847 vzal do učení dvanáctiletého synovce Josefa, který se později stal i majitelem jeho podniku. Sklárny byly založeny v roce 1892 a brzy se staly významným podnikem v obci i v jejím okolí. Ze začátku vyráběli pouze tabulové sklo, v roce 1893 tuto výrobu však zastavili a místo ní zavedli výrobu lisovaného skla. Sklo bylo známé pod názvem „Císařský křišťál“.

## Obyvatelstvo

### Národnostní složení
Do konce 2. světové války žilo v obci hodně obyvatel německé národnosti, kteří pracovali ve vedoucích funkcích Schreiberova sklářského podniku. Po skončení války uprchli. Dodnes má mnoho obyvatel obce český původ.
- Slováci 98,08 %
- Češi 1,03 %
- Romové 0,14 %
- Maďaři 0,05 %
- Němci 0,05 %
- Poláci 0,05 %
- … a jiní

### Náboženství
- katolíci 85,78 %
- evangelíci augsburského vyznání 2,13 %
- bez vyznání 10,07
- … a jiní

## Současnost
Obec se rozvíjí a kromě sklářského podniku RONA a.s. se zde nachází i elektrotechnický podnik Yura Corp. (dodavatel žilinské automobilky KIA MOTORS). Je zde i zajímavý anglický park a v něm množství drobných architektonických památek. Proběhla rekonstrukce Náměstí svobody v centru obce.

## Osobnosti
- Johan Golbert Aspremont Linden – vybudoval na přelomu 18. a 19. století přírodní krajinný park v anglickém stylu (rozloha 19,5 ha)
- Anton Rochel – kromě parku založil botanickou zahradu a zároveň vysadil v parku vzácné dřeviny
- Ján Bárta – spisovatel (díla: V soumraku ideálu, Vítěz, Rákocziho pochod)
- Jozef Schreiber – stavitel sklárny
- Eduard Schreiber – natočil v Lednických Rovních první slovenský hraný film
- Jozef Kološ – farář, postavil kostel a byl autorem knih teologického významu
- Dr. Karol Rosenbaum – literární historik a spisovatel. (Díla:: Priestorom literatúry, Pamäť literatúry, monografická práce o P. J. Šafárikovi atd.)